# جيت يور جايد
جيت يور جايد (بالإنجليزية: GetYourGuide) هي وكالة سفر عبر الإنترنت مقرها برلين وسوق عبر الإنترنت للمرشدين السياحيين والرحلات. يمكن الوصول إليه عبر موقع الويب وتطبيق الجوال لنظامي آي أو إس وأندرويد.
يبيع جيت يور جايد الجولات والرحلات والأنشطة بما في ذلك دروس الطبخ وتذاكر للعديد من مناطق الجذب السياحي. يقدم أكثر من 40,000 منتج حول العالم.

## روابط خارجية
- الموقع الرسمي للشركة.